# Tentative de coup d'État de 1961 au Liban
 (janvier 2025).
Guerre froide
La tentative de coup d'État libanais de 1961 était une tentative de coup d'État réprimée au Liban par le Parti social nationaliste syrien (SSNP-L) à la veille du Nouvel An. Le dernier jour de 1961, deux membres du PSNS-L , commandants de compagnie dans l'armée libanaise, ont mené une tentative de coup d'État éclair contre le président Fouad Chehab, soutenus par quelque 200 membres civils du PSNS. Dans la littérature scientifique, le coup d'État a été expliqué comme découlant de la préférence idéologique du parti pour la violence (« les balles plutôt que les bulletins de vote »), de sa frustration face à l'exclusion de l'État libanais et des critiques politiques et militaires du règne de Fouad Chéhab.
Cela a abouti à une nouvelle interdiction et à l'emprisonnement d'un grand nombre de ses dirigeants. La plupart des militants connus du parti sont restés en prison ou en exil jusqu'à une amnistie générale en 1969. En 1969, le parti s'est réaligné vers le nationalisme arabe.

## Opération
L’ensemble du coup d’État reposait sur un plan mal coordonné avec des ordres contradictoires. Étant donné que de nombreux officiers seraient en congé ou en congé le soir du Nouvel An, cette date a été choisie comme date optimale d'exécution.
Le plan impliquait de prendre le contrôle du ministère de la Défense nationale et d'arrêter Fouad Chehab. Des escouades civiles armées composées de camarades du PSNS-L se sont dispersées à travers Beyrouth pour se lier aux unités militaires rebelles qui comprenaient le soutien d'environ 200 membres civils du PSNS. La tentative était dirigée par Shawki Khairallah , Antoun Saad, Fouad Awad et Abdullah Saadé, père de l'actuel homme politique Salim Saadé.

## Conséquences
Les conseillers de Chehab qui auraient vu des partisans armés du PSNS-L se rassembler autour des quartiers centraux de Beyrouth se sont précipités au palais présidentiel pour informer Chehab de l'insurrection. Cela a abouti à une nouvelle interdiction et à l'emprisonnement et/ou à l'exécution de nombreux dirigeants du PSNS-L. La plupart des militants connus du parti sont restés en prison ou en exil jusqu'à une amnistie générale en 1969.